# اچ‌ام‌اس ولکان (۱۸۴۹)
اچ‌ام‌اس ولکان (۱۸۴۹) (به انگلیسی: HMS Vulcan (1849)) یک کشتی بود که طول آن ۲۲۰ فوت ۸ اینچ (۶۷٫۲۶ متر) بود. این کشتی در سال ۱۸۴۹ ساخته شد.